# Tarnai Leóna
Tarnai Leóna (Pest-Buda, 1873. február 22. – ?) színésznő.

## Pályája
1894-ben férje, Kömlei Gyula társulatában kezdte pályáját, Szabadkán. 1899-ben a Városligeti Színkörben, 1901–02-ben Temesvárott, majd kisebb vidéki színpadokon játszott.
1913–1915 között a Népoperában, 1915-től 1918-ig a Télikert mulatóban, 1918-ban a Margitszigeti, 1919-ben a Margit, a Budapesti, 1919–1921 között a Revü, 1920–21-ben a Scala Színházban szerepelt.
1921 utáni sorsa ismeretlen.

## Főbb szerepei
- Karolina (Aseher: Hejehuja báró)
- Antoinette (Hervé: Pintyőke)
- Lady Constance (Jones: Gésák)